# Discographie d'Iron Maiden
Cet article présente la discographie du groupe de heavy metal traditionnel anglais,  Iron Maiden. Elle se compose de dix-sept albums studios, onze albums live, sept compilations, quatre Ep et quarante trois singles.
Les ventes d'albums à travers le monde sont estimées à plus de 130 millions d'exemplaires et le dernier album studio en date , Senjutsu (2021), a atteint la première place des classements musicaux dans vingt-sept pays. Cinq albums se sont classés à la première place du classement des albums au Royaume-Uni et tous y ont été certifiés disque d'argent (3) , d'or (11) ou de platine (3).

## Présentation

### Les débuts
Groupe créé en 1975 par le bassiste Steve Harris, Iron Maiden sort son premier Ep, The Soundhouse Tapes en novembre 1979. Il est composé de trois titres, Iron Maiden, Invasion et Prowler, et est pressé en seulement 5 000 exemplaires. Le groupe sort en février 1980 son premier single Running Free pour le label major, EMI, suivra en mai le second single Sanctuary. Entre-temps le groupe place deux titres, Sanctuary et Wrathchild sur la compilation Metal for Muthas destinée à promouvoir les nouveaux groupe de Heavy metal anglais issus de la NWOBHM. Le premier album éponyme sort le 14 avril 1980 et entre directement à la 4e place des charts britanniques. Le groupe est alors composé de Steve Harris (basse), Dave Murray et Dennis Stratton (guitares), Clive Burr (batterie) et du chanteur Paul Di'Anno. Le deuxième album studio, Killers, sort moins d'un an plus tard et confirme le groupe au niveau international, il fait notamment son entrée dans les charts américains du Billboard 200 où il atteint la 78e place. Mais c'est en France que l'album atteint la 1re place et que le groupe est récompensé par un disque d'or dès 1981 (il sera doublé en 1993). Pour cet album, le groupe enregistre l'arrivée d'un nouveau guitariste, Adrian Smith en remplacement de Dennis Stratton. L'année 1981 se termine avec la sortie de l'EP "live", Maiden Japan enregistré pendant la tournée japonaise.

### L'envolée
En 1982, Paul Di'Anno est remercié et est remplacé par Bruce Dickinson et le groupe sort The Number of the Beast qui sera son premier album à se classer à la première place des charts de son pays d'origine. Le groupe tourne alors, à l'exception de l'Amérique du Nord, en tête d'affiche. Le batteur Clive Burr quitte le groupe après la tournée de promotion est remplacé par Nicko McBrain. Le groupe sortira ensuite Piece of Mind (1983 UK # 3), Powerslave (1984, UK # 2), Live After Death (1985, premier album "live", UK # 2), Somewhere in Time (1986 Uk # 3), Seventh Son of a Seventh Son (1988, Uk # 1). Premier changement en 1990 avec le départ d'Adrian Smith qui sera remplacé par Janick Gers et sortie de l'album No Prayer for the Dying (Uk # 2) qui sera suivi en 1992 par la sortie de Fear of the Dark (UK # 1) et le départ de Bruce Dickinson.

### La période de transition
En 1993, Blaze Bayley (ex- Wolfsbane) est enrôlé pour remplacer Bruce Dickinson. En 1995, sort The X Factor (UK # 8), le dixième album studio du groupe. Si les ventes sont encore correctes au Royaume-Uni, elles s'écroulent ailleurs et notamment aux États-Unis où l'album n'atteint que la 147e place. Il faut attendre trois ans pour voir la sortie de son successeur, Virtual XI (1998 Uk # 16) qui ne remporte pas un plus grand succès. Les deux albums, par rapport aux précédents, se vendront mal en Europe et en Amérique du Nord.

### Prospérité
En février 1999, le groupe annonce le retour de Bruce Dickinson et d'Adrian Smith ce qui implique le départ de Blaze Bayley qui n'a jamais convaincu les fans du groupe. C'est alors un groupe de six musiciens, Jannick Gers est conservé, qu'est enregistré Brave New World (2000 Uk # 7, US # 39) qui marque le retour au premier plan du groupe. C'est avec cette formation que le groupe sort successivement, Dance of Death (2003 UK #2), A Matter of Life and Death (2006 Uk # 4), The Final Frontier (2010 Uk # 1), The Book of Souls (2015 Uk # 1) et Senjutsu (2021 Uk # 2).En 2024, Nico Mc Brain annonce son départ du groupe, et est remplacé par Simon Dawson, notamment pour la tournée du cinquantenaire "run for your lives tour" en 2025.

## Formations
; Iron Maiden 9
Iron Maiden 9
- Steve Harris: basse
- Dave Murray: guitard
- Bruce Dickinson: chant
- Janick Gers: guitard
- Adrian Smith: guitard
- Simon Dawson: batterie

| Iron Maiden 1 - Steve Harris: basse - Dave Murray: guitare - Paul Di'Anno: chant - Tony Parsons: guitare - Doug Sampson: batterie Iron Maiden 2 - Steve Harris: basse - Dave Murray: guitare - Paul Di'Anno: chant - Dennis Stratton: guitare - Clive Burr: batterie Iron Maiden 3 - Steve Harris: basse - Dave Murray: guitare - Paul Di'Anno: chant - Adrian Smith: guitare - Clive Burr: batterie | Iron Maiden 4 - Steve Harris: basse - Dave Murray: guitare - Bruce Dickinson: chant - Adrian Smith: guitare - Clive Burr: batterie Iron Maiden 5 - Steve Harris: basse - Dave Murray: guitare - Bruce Dickinson: chant - Adrian Smith: guitare - Nicko McBrain: batterie Iron Maiden 6 - Steve Harris: basse - Dave Murray: guitare - Bruce Dickinson: chant - Janick Gers: guitare - Nicko McBrain: batterie | Iron Maiden 7 - Steve Harris: basse - Dave Murray: guitare - Blaze Bayley: chant - Janick Gers: guitare - Nicko McBrain: batterie Iron Maiden 8 - Steve Harris: basse - Dave Murray: guitare - Bruce Dickinson: chant - Adrian Smith: guitare - Janick Gers: guitare - Nicko McBrain: batterie |

## Albums

### Albums Studios
| Titre                                                                          | Détails | Classements des ventes | Classements des ventes | Classements des ventes | Classements des ventes | Classements des ventes | Classements des ventes | Classements des ventes | Classements des ventes | Classements des ventes | Classements des ventes | Classements des ventes | Classements des ventes | Classements des ventes | Classements des ventes | Classements des ventes | Classements des ventes | Classements des ventes | Classements des ventes | Classements des ventes | Classements des ventes | Certifications                                                     |
| Titre                                                                          | Détails | UK                     | ALL                    | AUS                    | AUT                    | BEL                    | BEL                    | CAN                    | DAN                    | ECO                    | ESP                    | FIN                    | FRA                    | ITA                    | NOR                    | N-Z                    | P-B                    | POR                    | SUÈ                    | SUI                    | USA                    | Certifications                                                     |
| Titre                                                                          | Détails | UK                     | ALL                    | AUS                    | AUT                    | (V)                    | (W)                    | CAN                    | DAN                    | ECO                    | ESP                    | FIN                    | FRA                    | ITA                    | NOR                    | N-Z                    | P-B                    | POR                    | SUÈ                    | SUI                    | USA                    | Certifications                                                     |
| ------------------------------------------------------------------------------ | --- | ---------------------- | ---------------------- | ---------------------- | ---------------------- | ---------------------- | ---------------------- | ---------------------- | ---------------------- | ---------------------- | ---------------------- | ---------------------- | ---------------------- | ---------------------- | ---------------------- | ---------------------- | ---------------------- | ---------------------- | ---------------------- | ---------------------- | ---------------------- | ------------------------------------------------------------------ |
| Iron Maiden                                                                    | - Sortie : 11 avril 1980, - Label : EMI - Format : LP, CD, K7 audio - Formation: Iron Maiden 2                   | 4                      | 33                     | —                      | —                      | —                      | 31                     | —                      | —                      | 5                      | 51                     | —                      | 10                     | 67                     | —                      | —                      | —                      | 40                     | 24                     | 38                     | —                      | Platine · Or · Platine                                             |
| Killers                                                                        | - Sortie : 2 février 1981 - Label : EMI - Format : LP, CD, K7 audio - Formation: Iron Maiden 3                   | 12                     | 10                     | —                      | 20                     | —                      | —                      | —                      | —                      | —                      | —                      | —                      | 1                      | 79                     | 19                     | 41                     | —                      | 40                     | 11                     | —                      | 78                     | Or · Or · Platine · 2 × Or · Or · Or                               |
| The Number of the Beast                                                        | - Sortie : 22 mars 1982 - Label : EMI - Format : LP, CD, K7 audio - Formation: Iron Maiden 4                     | 1                      | 11                     | 8                      | 3                      | 122                    | 51                     | 11                     | —                      | 13                     | 10                     | —                      | 4                      | 75                     | 13                     | 18                     | 6                      | 43                     | 7                      | 23                     | 33                     | Platine · Or · Platine · Or · 3 × Platine · Or · Or · Or · Platine |
| Piece of Mind                                                                  | - Sortie : 16 mai 1983 - Label : EMI - Format : LP, CD, K7 audio - Formation: Iron Maiden 5                      | 3                      | 8                      | 17                     | 10                     | —                      | —                      | 10                     | —                      | —                      | 64                     | —                      | 28                     | —                      | 9                      | 8                      | 9                      | —                      | 6                      | —                      | 14                     | Platine · Or · 2 × Platine · Or · Platine                          |
| Powerslave                                                                     | - Sortie : 3 septembre 1984 - Label : EMI - Format : LP, CD, K7 audio - Formation: Iron Maiden 5                 | 2                      | 9                      | 26                     | 15                     | 188                    | 109                    | 21                     | —                      | 81                     | 96                     | 16                     | 33                     | 64                     | 4                      | 11                     | 5                      | —                      | 5                      | 10                     | 21                     | Or · Or · 2 × Platine · Platine                                    |
| Somewhere in Time                                                              | - Sortie : 29 septembre 1986 - Label : EMI - Format : LP, CD, K7 audio - Formation: Iron Maiden 5                | 3                      | 8                      | 23                     | 10                     | 158                    | 47                     | 15                     | —                      | 40                     | 89                     | 42                     | 63                     | —                      | —                      | 5                      | 2                      | 28                     | 6                      | 22                     | 11                     | Or · Or · Platine · Platine                                        |
| Seventh Son of a Seventh Son                                                   | - Sortie : 11 avril 1988 - Label : EMI - Format : LP, CD, K7 audio - Formation: Iron Maiden 5                    | 1                      | 4                      | 19                     | 6                      | —                      | —                      | 12                     | —                      | 97                     | —                      | 40                     | 16                     | 80                     | 3                      | 3                      | 2                      | 38                     | 3                      | 2                      | 12                     | Or · Or · Platine · Or · Or                                        |
| No Prayer for the Dying                                                        | - Sortie : 1er octobre 1990 - Label : EMI - Format : LP, CD, K7 audio - Formation: Iron Maiden 6                 | 2                      | 7                      | 23                     | 19                     | —                      | 118                    | 27                     | —                      | —                      | —                      | —                      | 28                     | —                      | 4                      | 17                     | 31                     | —                      | 6                      | 11                     | 17                     | Or · Platine · Or                                                  |
| Fear of the Dark                                                               | - Sortie : 11 mai 1992 - Label : EMI - Format :2 x LP, CD, K7 audio - Formation: Iron Maiden 6                   | 1                      | 5                      | 11                     | 8                      | —                      | 63                     | 12                     | —                      | 39                     | 69                     | —                      | 6                      | 66                     | 6                      | 4                      | 36                     | —                      | 8                      | 5                      | 12                     | Or · Or · Or · Or                                                  |
| The X Factor                                                                   | - Sortie : 2 octobre 1995 - Label : EMI - Format : 2 x LP, CD, K7 audio - Formation: Iron Maiden 7               | 8                      | 16                     | —                      | 19                     | 19                     | 8                      | —                      | —                      | 15                     | 75                     | 2                      | 11                     | 55                     | 25                     | —                      | 4                      | —                      | 4                      | 27                     | 147                    | Argent ·                                                           |
| Virtual XI                                                                     | - Sortie : 23 mars 1998 - Label : EMI - Format : 2 x LP, CD, K7 audio - Formation: Iron Maiden 7                 | 16                     | 16                     | —                      | 24                     | 23                     | 44                     | 60                     | —                      | 25                     | 92                     | 6                      | 12                     | 58                     | 28                     | —                      | 26                     | —                      | 16                     | 39                     | 124                    | Argent ·                                                           |
| Brave New World                                                                | - Sortie : 20 mai 2000 - Label : EMI - Format :2 x LP, CD - Formation: Iron Maiden 8                             | 7                      | 3                      | 33                     | 10                     | 12                     | 29                     | 13                     | —                      | 7                      | 36                     | 2                      | 3                      | 3                      | 4                      | —                      | 16                     | 27                     | 1                      | 9                      | 39                     | Or · Or · Or · Or · Platine · Or · Or ·                            |
| Dance of Death                                                                 | - Sortie : 8 septembre 2003 - Label : EMI - Format : 2 x LP, CD - Formation: Iron Maiden 8                       | 2                      | 2                      | 12                     | 3                      | 4                      | 9                      | 5                      | 10                     | 2                      | 46                     | 1                      | 3                      | 1                      | 3                      | 21                     | 10                     | 4                      | 1                      | 2                      | 18                     | Or · Or · Or · Or · Or ·                                           |
| A Matter of Life and Death                                                     | - Sortie : 28 août 2006 - Label : EMI - Format : 2 x LP, CD, DVD audio - Formation: Iron Maiden 8                | 4                      | 1                      | 12                     | 4                      | 8                      | 7                      | 2                      | 8                      | 4                      | 4                      | 1                      | 5                      | 1                      | 2                      | 16                     | 7                      | 11                     | 1                      | 2                      | 9                      | Or · Or · Or · Platine · Or · Or ·                                 |
| The Final Frontier                                                             | - Sortie : 16 août 2010 - Label : EMI - Format : 2 x LP, CD - Formation: Iron Maiden 8                           | 1                      | 1                      | 2                      | 1                      | 2                      | 2                      | 1                      | 1                      | 1                      | 1                      | 1                      | 1                      | 1                      | 1                      | 1                      | 2                      | 1                      | 1                      | 1                      | 4                      | : Or · Or · Platine · Or · Platine · Or · Or · Or · Or ·           |
| The Book of Souls                                                              | - Sortie : 4 septembre 2015 - Label : Parlophone - Format : 3 x LP, 2 x CD, DVD audio - Formation: Iron Maiden 8 | 1                      | 1                      | 2                      | 1                      | 1                      | 2                      | 2                      | 3                      | 1                      | 1                      | 1                      | 2                      | 1                      | 1                      | 2                      | 1                      | 1                      | 1                      | 1                      | 4                      | : Or · Or · Or · Or · Or · Or · Or · Or ·                          |
| Senjutsu                                                                       | - Sortie : - Label : Parlophone - Format : 3 x LP, 2 x CD, DVD audio - Formation: Iron Maiden 8                  | 2                      | 1                      | 3                      | 1                      | 1                      | 1                      | 5                      | 5                      | —                      | 1                      | 1                      | 2                      | 1                      | 5                      | 9                      | 2                      | 1                      | 1                      | 1                      | 3                      | Argent · Or · Or · Or · Or · Or                                    |
| "—" indique que l'album n'entra pas dans les classements musicaux de ces pays. | |                        |                        |                        |                        |                        |                        |                        |                        |                        |                        |                        |                        |                        |                        |                        |                        |                        |                        |                        |                        |                                                                    |

### Albums  Live
| Titre                                                                          | Détails | Classements des ventes | Classements des ventes | Classements des ventes | Classements des ventes | Classements des ventes | Classements des ventes | Classements des ventes | Classements des ventes | Classements des ventes | Classements des ventes | Classements des ventes | Classements des ventes | Classements des ventes | Classements des ventes | Classements des ventes | Classements des ventes | Classements des ventes | Classements des ventes | Classements des ventes | Certifications                       |
| Titre                                                                          | Détails | UK                     | ALL                    | AUS                    | AUT                    | BEL                    | BEL                    | CAN                    | ECO                    | ESP                    | FIN                    | FRA                    | ITA                    | NOR                    | N-Z                    | P-B                    | POR                    | SUÈ                    | SUI                    | USA                    | Certifications                       |
| Titre                                                                          | Détails | UK                     | ALL                    | AUS                    | AUT                    | (V)                    | (W)                    | CAN                    | ECO                    | ESP                    | FIN                    | FRA                    | ITA                    | NOR                    | N-Z                    | P-B                    | POR                    | SUÈ                    | SUI                    | USA                    | Certifications                       |
| ------------------------------------------------------------------------------ | --- | ---------------------- | ---------------------- | ---------------------- | ---------------------- | ---------------------- | ---------------------- | ---------------------- | ---------------------- | ---------------------- | ---------------------- | ---------------------- | ---------------------- | ---------------------- | ---------------------- | ---------------------- | ---------------------- | ---------------------- | ---------------------- | ---------------------- | ------------------------------------ |
| Live After Death                                                               | - Sortie : 14 octobre 1985 - Label : EMI - Format :2 x LP, 2x CD, 2 x K7 audio - Formation: Iron Maiden 5                    | 2                      | 10                     | —                      | —                      | —                      | 24                     | 24                     | 15                     | —                      | 28                     | 18                     | 64                     | 13                     | 16                     | 8                      | 42                     | 8                      | 22                     | 19                     | Or · Or · Or · 2 × Platine · Platine |
| A Real Live One                                                                | - Sortie : 15 mars 1993 - Label : EMI - Format :LP, CD, K7 audio - Formation: Iron Maiden 6                                  | 3                      | 25                     | 48                     | 11                     | —                      | —                      | 69                     | —                      | —                      | —                      | 13                     | —                      | —                      | —                      | 45                     | —                      | 30                     | 25                     | 106                    | Argent · Or                          |
| A Real Dead One                                                                | - Sortie : 18 octobre 1993 - Label : EMI - Format :LP, CD, K7 audio - Formation: Iron Maiden 6                               | 12                     | 50                     | —                      | —                      | —                      | —                      | —                      | —                      | —                      | —                      | 5                      | —                      | —                      | —                      | 97                     | —                      | 14                     | 37                     | 140                    | Argent                               |
| Live at Donington                                                              | - Sortie : 8 novembre 1993 - Label : EMI - Format : 3 x LP, 2 x CD, K7 audio - Formation: Iron Maiden 6 + A. Smith (1 titre) | 23                     | —                      | —                      | —                      | —                      | —                      | —                      | —                      | —                      | —                      | —                      | —                      | —                      | —                      | —                      | —                      | —                      | —                      | —                      | —                                    |
| Rock in Rio                                                                    | - Sortie : 25 mars 2002 - Label : EMI - Format : 3 x LP, 2 x CD - Formation: Iron Maiden 8                                   | 15                     | 13                     | —                      | 17                     | 28                     | 37                     | —                      | 16                     | 66                     | 8                      | 25                     | 7                      | 14                     | —                      | 43                     | —                      | 14                     | 17                     | 186                    | Argent · Or · Or ·                   |
| BBC Archives                                                                   | - Sortie : 4 novembre 2002 - Label : EMI - Format : 2 x CD - Formation: Iron Maiden 1, 2, 4, 5                               | —                      | —                      | —                      | —                      | —                      | —                      | —                      | —                      | —                      | —                      | —                      | —                      | —                      | —                      | —                      | —                      | —                      | —                      | —                      | —                                    |
| Beast over Hammersmith                                                         | - Sortie : 4 novembre 2002 - Label : EMI - Format : 2 x CD - Formation: Iron Maiden 4                                        | —                      | —                      | —                      | —                      | —                      | —                      | —                      | —                      | —                      | —                      | —                      | —                      | —                      | —                      | —                      | —                      | —                      | —                      | —                      | —                                    |
| Death on the Road                                                              | - Sortie : 29 août 2005 - Label : EMI - Format : 2 x CD, 2 x LP - Formation: Iron Maiden 8                                   | 22                     | 17                     | —                      | 23                     | 32                     | 37                     | —                      | 16                     | 18                     | 5                      | 14                     | 13                     | 12                     | —                      | 39                     | —                      | 7                      | 17                     | —                      | Argent · Or · Or                     |
| Flight 666                                                                     | - Sortie : 22 mai 2009 - Bande son du documentaire - Label : EMI - Format : 2 x CD, 2 x LP - Formation: Iron Maiden 8        | 15                     | 6                      | —                      | 36                     | 34                     | 51                     | 17                     | 10                     | 33                     | 14                     | 30                     | 22                     | 22                     | —                      | 50                     | —                      | 25                     | 24                     | 34                     | Or                                   |
| En Vivo!                                                                       | - Sortie : 23 mars 2012 - Label : EMI - Format : 2 x CD, 2 x LP - Formation: Iron Maiden 8                                   | 19                     | 4                      | —                      | 17                     | 39                     | 31                     | —                      | 17                     | 18                     | 8                      | 24                     | 17                     | 16                     | —                      | 42                     | —                      | 11                     | 19                     | 80                     | —                                    |
| Maiden England '88                                                             | - Sortie : 22 mars 2013 - Label : EMI - Format : 2 x CD, 2 x LP - Formation: Iron Maiden 5                                   | 30                     | 14                     | —                      | 23                     | 41                     | 29                     | —                      | 24                     | 15                     | 21                     | 26                     | 26                     | 29                     | —                      | 49                     | —                      | 12                     | 26                     | 148                    | —                                    |
| The Book of Souls: Live Chapter                                                | - Sortie : 17 novembre 2017 - Label : Parlophone - Format : 2 x CD, 3 x LP - Formation: Iron Maiden 8                        | 17                     | 5                      | 17                     | 10                     | 21                     | 32                     | 44                     | 12                     | 7                      | 8                      | —                      | —                      | 19                     | —                      | 23                     | 10                     | 8                      | 5                      | 49                     | —                                    |
| Nights of the Dead Legacy of the Beast: Live in Mexico City                    | - Sortie : - Label : Parlophone - Format : 2 x CD, 3 x LP - Formation: Iron Maiden 8                                         | 7                      | 6                      | —                      | 9                      | 10                     | 7                      | 95                     | 4                      | 8                      | 6                      | 15                     | 14                     | 12                     | —                      | 14                     | 7                      | 5                      | 4                      | 53                     | —                                    |
| "—" indique que l'album n'entra pas dans les classements musicaux de ces pays. | |                        |                        |                        |                        |                        |                        |                        |                        |                        |                        |                        |                        |                        |                        |                        |                        |                        |                        |                        |                                      |

### Principales compilations
| Titre                                                                          | Détails                                                                                              | Classements des ventes | Classements des ventes | Classements des ventes | Classements des ventes | Classements des ventes | Classements des ventes | Classements des ventes | Classements des ventes | Classements des ventes | Classements des ventes | Classements des ventes | Classements des ventes | Classements des ventes | Classements des ventes | Classements des ventes | Classements des ventes | Classements des ventes | Classements des ventes | Certifications      |
| Titre                                                                          | Détails                                                                                              | UK                     | ALL                    | AUT                    | BEL                    | BEL                    | CAN                    | ECO                    | ESP                    | FIN                    | FRA                    | ITA                    | NOR                    | N-Z                    | P-B                    | POR                    | SUÈ                    | SUI                    | USA                    | Certifications      |
| Titre                                                                          | Détails                                                                                              | UK                     | ALL                    | AUT                    | (V)                    | (W)                    | CAN                    | ECO                    | ESP                    | FIN                    | FRA                    | ITA                    | NOR                    | N-Z                    | P-B                    | POR                    | SUÈ                    | SUI                    | USA                    | Certifications      |
| ------------------------------------------------------------------------------ | --- | ---------------------- | ---------------------- | ---------------------- | ---------------------- | ---------------------- | ---------------------- | ---------------------- | ---------------------- | ---------------------- | ---------------------- | ---------------------- | ---------------------- | ---------------------- | ---------------------- | ---------------------- | ---------------------- | ---------------------- | ---------------------- | ------------------- |
| Best of the Beast                                                              | - Sortie : 10 octobre 1996 - Label : EMI - Format : CD, LP                                           | 16                     | 42                     | 41                     | 28                     | 39                     | —                      | 19                     | —                      | 8                      | —                      | —                      | —                      | 37                     | 25                     | —                      | 11                     | —                      | —                      | Or · Or · Platine · |
| Ed Hunter                                                                      | - Sortie : 17 mai 1999 - Label : EMI - Format :2 x CD                                                | —                      | 94                     | —                      | —                      | —                      | —                      | —                      | —                      | 27                     | —                      | —                      | —                      | —                      | 69                     | —                      | 43                     | —                      | —                      | Argent ·            |
| Best of the 'B' Sides                                                          | - Sortie : 4 novembre 2002 - Label : EMI - Format :2 x CD                                            | —                      | —                      | —                      | —                      | —                      | —                      | —                      | —                      | —                      | —                      | —                      | —                      | —                      | —                      | —                      | —                      | —                      | —                      | —                   |
| Edward the Great                                                               | - Sortie : 1er novembre 2002 - Label : EMI - Format : CD, 2 x Lp                                     | 57                     | —                      | —                      | 46                     | —                      | —                      | 48                     | —                      | 34                     | —                      | —                      | —                      | —                      | —                      | —                      | 16                     | —                      | —                      | Or · Or · Or · Or · |
| The Essential Iron Maiden                                                      | - Sortie : 12 juillet 2005 - Label : Sanctuary / Columbia - Format :2 x CD - Pas de sortie en Europe | —                      | —                      | —                      | —                      | —                      | —                      | —                      | —                      | —                      | —                      | —                      | —                      | —                      | —                      | —                      | —                      | —                      | —                      | —                   |
| Somewhere Back in Time The Best of: 1980 -1989                                 | - Sortie : 9 mai 2008 - Label : EMI - Format : CD, 2 x Lp                                            | 14                     | 84                     | 26                     | 19                     | 36                     | 7                      | 14                     | 36                     | 3                      | 13                     | 27                     | 4                      | 24                     | 74                     | —                      | 2                      | 31                     | 58                     | Platine · Or · Or · |
| From Fear to Eternity The Best of: 1990 - 2010                                 | - Sortie : 3 juin 2011 - Label : EMI - Format : 2 x CD, 3 x Lp                                       | 19                     | 19                     | 22                     | 26                     | 44                     | 17                     | 14                     | 23                     | 11                     | 46                     | 23                     | 10                     | 16                     | 45                     | 8                      | 6                      | 20                     | 86                     | Argent · Or         |
| The Complete Album Collection The Best of: 1980 - 1988                         | - Sortie : 13 octobre 2014 - Label : Parlophone - Box set 8 Lp                                       | 94                     | 47                     | —                      | —                      | 194                    | —                      | 84                     | —                      | 46                     | —                      | —                      | —                      | —                      | —                      | —                      | —                      | —                      | —                      | —                   |
| The Complete Album Collection The Best of: 1990 - 2015                         | - Sortie : 19 mai 2017 - Label : Parlophone - Box set 13 Lp                                          | 64                     | 9                      | 49                     | 49                     | 123                    | —                      | 27                     | 60                     | —                      | —                      | 52                     | 28                     | —                      | 142                    | —                      | 19                     | —                      | —                      | —                   |
| "—" indique que l'album n'entra pas dans les classements musicaux de ces pays. | |                        |                        |                        |                        |                        |                        |                        |                        |                        |                        |                        |                        |                        |                        |                        |                        |                        |                        |                     |

### Coffrets
| Titre                               | Details | Notes |
| ----------------------------------- | --- | --- |
| The First Ten Years                 | - Sortie: Début 12 février 1990 - fin 28 avril 1990 - Label: EMI - Format: 10 x EP vinyle 12" ou 10 x CD                     | - Cette compilation de singles est sortie pour fêter les dix ans de la carrière discographique du groupe. - Pendant dix semaines, sort un Ep qui regroupe deux singles conclu par un commentaire humoristique du batteur Nicko McBrain intitulé "Listen with Nicko!" - Les dix Ep ont été classés dans les charts britanniques. |
| Eddie's Head                        | - Sortie: 30 novembre 1998 - Label: EMI - Format: 12 x CD                                                                    | - Cette box regroupe tous les albums du groupe de Iron Maiden à Live at Donington dans des versions remasterisés et augmentés (paroles des chansons, photos, vidéos, contenu multimédia, titres bonus). Box limitée à 25 000 exemplaires.                                                                                       |
| Eddie's Archive                     | - Sortie: 4 novembre 2002 - Label: EMI - Format: 3 x double CD                                                               | - Box regroupant trois double CD, The BBC archives, Beast over Hammersmith et Best of the 'B' Sides. |
| Picture Disc Collection 1980 - 1988 | - Sortie: début 15 octobre 2012 - fin 19 février 2013 - Label: EMI - Format: 9 x LP Picture-disc                             | - Entre octobre 2012 et février 2013 le groupe ressort les sept premiers albums studios et l'album live Live After Death sous forme de Picture-disc. |
| The Complete Albums Collection      | - Released: Début 13 octobre 2014 - fin 20 novembre 2014 - Label: Parlophone - Format: 8 x LP, 1 x Double Lp + 19 singles 7" | - Même albums que pour la box précédente mais en vinyle noir et accompagnés des singles qui leur sont associés. |
| The Singles 180 - 1988              | - Released: Début 13 octobre 2014 - fin 24 octobre 2014 - Label: Parlophone - Format: 19 singles 7" (vinyle noir)            | - Les 19 premiers singles du groupe issus entre 1980 et 1988. |

### Autres compilations
| Nom                                                 | Pays         | Label               | Année | Référence        |
| Metalmania                                          | Suède        | EMI SVENSKA         | 1981  | 7C 056-07379     |
| Heavy Metal                                         | Pérou        |                     | 1984  | GE 020053        |
| Los duros del rock                                  | Pérou        |                     | 1987  | GE 020030        |
| Rock & metal factory                                | Colombie     |                     | 1989  |                  |
| Metal mania                                         | Allemagne    | Harvest             | 1980  | IC 03807379      |
| Metal for Muthas                                    | Allemagne    | Wishbone records    | 1980  | IC 064 07 202    |
| Metal mania                                         | Yougoslavie  | Harvest lshar       | 1980  | 70939            |
| Musical times                                       | Allemagne    |                     | 1980  | P 528008         |
| Musical times                                       | Allemagne    |                     | 1980  | P 528009         |
| Metal for Muthas                                    | Royaume-Uni  | EMI                 | 1980  | EMC 3318         |
| Axe attack                                          | Royaume-Uni  |                     | 1980  | NE 1100          |
| Heavy duty                                          | Royaume-Uni  | Harvest             | 1980  | SHSP 4115        |
| Axe attack 2                                        | Royaume-Uni  | K-TEL               | 1981  | 1120 1981        |
| Disco mix promo                                     | Italie       | EMI                 | 1981  | 3C 040 79162     |
| Heavy metal special                                 | Allemagne    | EMI                 | 1981  | 1C 064 46 384    |
| Disco mix promo                                     | Italie       | EMI                 | 1981  | 3C 040 79169     |
| Disco mix promo                                     | Italie       | EMI                 | 1981  | 3C 040 79164     |
| Heavy duty                                          | Mexique      | EMI                 | 1981  | SLEM 1033        |
| Convivencia sagrada                                 | Mexique      | EMI                 | 1981  | LEC 054          |
| Juke-box parade                                     | Italie       | EMI                 | 1981  | 3C 064 18 54 8   |
| Discomix                                            | Italie       | EMI                 | 1982  | 3C 04079208      |
| Musical times                                       | Allemagne    | GEMA                | 1982  | P 528202         |
| Winners V                                           | Argentine    | EMI                 | 1982  |                  |
| Fluminense FM                                       | Brésil       | EMI                 | 1982  | 31C 06478244     |
| Heavy metal special                                 | Argentine    | EMI                 | 1984  | 5108             |
| Metal mania                                         | Argentine    | EMI                 | 1984  | 8255             |
| Very metal                                          | Italie       | EMI                 | 1984  | 50 2601131       |
| Los heroes del Heavy metal                          | Mexique      | EMI                 | 1984  | LEMT 1192        |
| EMI es rock vol 2                                   | Mexique      | EMI                 | 1984  | LEC 073          |
| Heavy brutal promo                                  | Espagne      | EMI                 | 1984  | P-053            |
| Masters of metal                                    | États-Unis   | K-TEL               | 1984  | NU 4370          |
| Hard attack 84 metal sampler                        | États-Unis   | CAPITOL             | 1984  | SPR 09248        |
| Hot metal promo                                     | Espagne      | EMI                 | 1984  | 064 2600241      |
| Heavy metal attack                                  | Brésil       | EMI                 | 1984  | SDP 944          |
| Heavy metal                                         | Suède        | EMI SVENSKA         | 1984  | 2400051          |
| Heavy metal                                         | Suède        | EMI SVENSKA         | 1984  | 2400054          |
| Rock the night                                      | Israël       | CBS                 | 1984  | 460501-1         |
| Heavy metal attack 2                                | Brésil       | EMI                 | 1985  | SDP 995 19 86    |
| Stars                                               | États-Unis   | VERTIGO HEAR        | 1985  | 12               |
| Phenomena                                           | Italie       | CINEVOX RECORDS     | 1985  | 33167            |
| Hedbanger’s heaven                                  | Australie    | CONCEPT RECORDS     | 1985  | CC 0039          |
| Creepers                                            | Canada       | ENIGMA              | 1985  | SJ 73205         |
| Hard attack 85-86 Promo                             | Japon        |                     | 1986  | PRP 8281         |
| Heavy metal Special                                 | Uruguay      | EMI                 | 1986  | SLP 507          |
| Masters of metal                                    | Royaume-Uni  | POWERSAW RECORDS    | 1986  | NE 1295          |
| Los duros del rock                                  | Pérou        | EMI                 | 1987  | CE 02.0030       |
| 6TRX                                                | Argentine    | EMI                 | 1988  | DIFLP 008        |
| Super top 88                                        | Mexique      | EMI                 | 1988  | SLEM 1573        |
| Super top 88 feliz navidad y ano nuevo              | Mexique      | EMI                 | 1988  | LEC 083          |
| Hit attack                                          | Argentine    | EMI                 | 1988  | 10058            |
| 6TRX solo para difusion                             | Argentine    | EMI                 | 1988  | DIF LP 015       |
| Rock Aid Armenia                                    | France       |                     | 1989  |                  |
| EMI metal                                           | Venezuela    | EMI                 | 1989  | 5000016          |
| Now that’s what I call music                        | Italie       | VIRGIN EMI POLYGRAM | 1988  | NOW 12           |
| Heavy rock and pop                                  | Argentine    | EMI                 | 1990  | 589636           |
| NWOBHM 79’ revisited                                | Royaume-Uni  | VERTIGO             | 1990  | 846 322 1        |
| Rock Aid Armenia                                    | Italie       |                     | 1990  |                  |
| Heavy rock 3 Heavy metal 262                        | Japon        |                     | 1991  | 58 DK 262        |
| Mega hits 6                                         | Brésil       | EMI                 | 1991  | 7811 901         |
| Les tops du hard rock                               | France       | EMI                 | 1990  | 2525622          |
| The return of twisting your knobs                   | États-Unis   |                     | 1990  |                  |
| New wave of british heavy metal ’79 revisited       | États-Unis   | Metal Blade         | 1990  |                  |
| Metal decade 88-89 vol.5                            | Allemagne    | East west rec.      | 1991  | 2292-41903-2     |
| 1 and only 25 years of radio 1                      | Royaume-Uni  |                     | 1992  | BOJCD25          |
| EMI Solo para difusion                              | Argentine    | EMI                 | 1990  | CDPRO 017        |
| Metalbound                                          | Australie    | EMI                 | 1992  | CDRP249          |
| In Tune with the world                              | Royaume-Uni  |                     | 1994  |                  |
| Fly EMI                                             | Pays-Bas     | EMI                 | 1995  |                  |
| EMI sampler vol.9 promo                             | Corée du Sud | EMI                 | 1995  |                  |
| Rock classics                                       |              | EMI                 | 1995  | JHD 142          |
| Born to be wild                                     | Royaume-Uni  |                     | 1997  |                  |
| Racks, stacks and feedback. The best of CMC records | États-Unis   | CMC                 | 1997  | D118131          |
| CMC presents the best of metal                      | États-Unis   | CMC international   | 1997  | 06076 86226-2    |
| Wolfpack Vol 1                                      | Grèce        | EMI Metalinvaders   | 1997  | 7243 8 565 78 25 |
| EMI sampler vol.33 promo                            | Corée du Sud |                     | 1998  |                  |
| El sabord del mes n.15                              | Mexique      |                     | 1990  |                  |
| 10 anni del concerto del primo maggio               | Italie       | EMI                 | 1999  | 520 74 92        |
| Rock tune up 206                                    | États-Unis   |                     | 1999  |                  |
| EMI mission presenting the newest of the new promo  | Canada       |                     | 2000  |                  |
| Metal for Muthas                                    | Royaume-Uni  | Air raid records    | 2000  | AIR CD5          |
| Do you like what you see                            | Royaume-Uni  |                     | 2000  |                  |
| Metalized                                           | Canada       |                     | 2000  |                  |
| Concrete corner                                     | États-Unis   |                     | 2000  |                  |
| Pass it on                                          | Royaume-Uni  |                     | 2000  | CSK 12 952       |

## Ep et singles

### EP
| Titre                                                                       | Détails                                                                                       | Classements des ventes | Classements des ventes | Classements des ventes | Classements des ventes | Classements des ventes | Classements des ventes | Classements des ventes | Classements des ventes | Classements des ventes | Certifications |
| Titre                                                                       | Détails                                                                                       | R-U                    | ALL                    | ESP                    | FIN                    | FRA                    | IRL                    | ITA                    | SUI                    | USA                    | Certifications |
| --------------------------------------------------------------------------- | --------------------------------------------------------------------------------------------- | ---------------------- | ---------------------- | ---------------------- | ---------------------- | ---------------------- | ---------------------- | ---------------------- | ---------------------- | ---------------------- | -------------- |
| The Soundhouse Tapes                                                        | - Sortie : 9 novembre 1979 - Format: Vinyle 3 titres - Label: Rock Hard                       | —                      | —                      | —                      | —                      | —                      | —                      | —                      | —                      | —                      | —              |
| Live!! +one                                                                 | - Sortie : 25 décembre 1980 - Format: Vinyle 4 titres 1980 Vinyle 9 titres 1984 - Label : EMI | —                      | —                      | —                      | —                      | —                      | —                      | —                      | —                      | —                      | —              |
| Maiden Japan                                                                | - Sortie : 14 septembre 1981 - Format: Vinyle 4 ou 5 titres - Label : EMI                     | 43                     | —                      | —                      | —                      | —                      | —                      | —                      | —                      | 89                     | Platine        |
| No More Lies                                                                | - Sortie : 29 mars 2004 - Format: CD 3 titres - Label : EMI                                   | —                      | 36                     | 2                      | 3                      | 70                     | 25                     | 10                     | 93                     | —                      | —              |
| "—" indique que l'Ep n'entra pas dans les classements musicaux de ces pays. |                                                                                               |                        |                        |                        |                        |                        |                        |                        |                        |                        |                |

### Singles
| Titre                                                                            | Détails                                                                                                | Classements des ventes | Classements des ventes | Classements des ventes | Classements des ventes | Classements des ventes | Classements des ventes | Classements des ventes | Classements des ventes | Classements des ventes | Classements des ventes | Classements des ventes | Classements des ventes | De l'album                   |
| Titre                                                                            | Détails                                                                                                | R-U                    | ALL                    | BEL (V)                | CAN                    | FRA                    | IRL                    | NOR                    | N-Z                    | P-B                    | SUÈ                    | SUI                    | USA Main,              | De l'album                   |
| -------------------------------------------------------------------------------- | --- | ---------------------- | ---------------------- | ---------------------- | ---------------------- | ---------------------- | ---------------------- | ---------------------- | ---------------------- | ---------------------- | ---------------------- | ---------------------- | ---------------------- | ---------------------------- |
| Running Free                                                                     | - Sortie: 8 février 1980 - Face B: Burning Ambition - Label: EMI                                       | 34                     | —                      | —                      | —                      | 144                    | —                      | —                      | —                      | —                      | —                      | —                      | —                      | Iron Maiden                  |
| Sanctuary                                                                        | - Sortie: 23 mai 1980 - Face B: Drifter (live) / I've Got the Fire (live) - Label: EMI                 | 29                     | —                      | —                      | —                      | 134                    | —                      | —                      | —                      | —                      | —                      | —                      | —                      | Iron Maiden                  |
| Women in Uniform                                                                 | - Sortie: 27 octobre 1980 - Face B: Invasion - Label: EMI                                              | 35                     | —                      | —                      | —                      | 143                    | —                      | —                      | —                      | —                      | —                      | —                      | —                      | Non-album single             |
| Twilight Zone                                                                    | - Sortie : 2 mars 1981 - Face B: Wrathchild - Label: EMI                                               | 31                     | —                      | —                      | —                      | 27                     | —                      | —                      | —                      | —                      | —                      | —                      | 31                     | Killers                      |
| Purgatory                                                                        | - Sortie : 15 juin 1981 - Face B: Genghis Khan - Label: EMI                                            | 52                     | —                      | —                      | —                      | 155                    | —                      | —                      | —                      | —                      | —                      | —                      | —                      | Killers                      |
| Run to the Hills                                                                 | - Sortie: 12 février 1982 - Face B: Total Eclipse - Label: EMI - Platine · Or · Or                     | 7                      | 55                     | —                      | 45                     | 64                     | 16                     | —                      | —                      | —                      | —                      | —                      | —                      | The Number of the Beast      |
| The Number of the Beast                                                          | - Sortie: 26 avril 1982 - Face B: Remember Tomorrow (live) - Label: EMI - Or · Argent                  | 18                     | —                      | —                      | —                      | —                      | 19                     | —                      | —                      | —                      | —                      | —                      | —                      | The Number of the Beast      |
| Flight of Icarus                                                                 | - Sortie: 11 avril 1983 - Face B: I've Got the Fire - Label: EMI                                       | 11                     | —                      | —                      | —                      | 45                     | 14                     | —                      | —                      | —                      | —                      | —                      | 8                      | Piece of Mind                |
| The Trooper                                                                      | - Sortie: 20 juin 1983 - Face B: Cross-Eyed Mary - Label: EMI - Platine · Or · Argent                  | 12                     | —                      | —                      | —                      | —                      | 12                     | —                      | —                      | —                      | —                      | —                      | 28                     | Piece of Mind                |
| 2 Minutes to Midnight                                                            | - Sortie: 6 août 1984 - Face B: Rainbow's Gold / Mission from 'Arry - Label: EMI                       | 11                     | 70                     | —                      | —                      | 53                     | 10                     | —                      | 13                     | —                      | —                      | —                      | 25                     | Powerslave                   |
| Aces High                                                                        | - Sortie: 22 octobre 1984 - Face B: King of Twilight / The Number of the Beast (live) - Label: EMI     | 20                     | —                      | —                      | —                      | —                      | 29                     | —                      | 22                     | —                      | —                      | —                      | —                      | Powerslave                   |
| Running Free (live)                                                              | - Sortie: 23 septembre 1985 - Face B : Sanctuary (live) / Murder in the Rue Morgue (live) - Label: EMI | 19                     | —                      | —                      | —                      | —                      | 12                     | —                      | 35                     | —                      | —                      | —                      | —                      | Live After Death             |
| Run to the Hills (live)                                                          | - Sortie: 2 décembre 1985 - Face B : Phantom of the Opera (live) / Losfer Words (live) - Label: EMI    | 26                     | —                      | —                      | —                      | —                      | 18                     | —                      | —                      | —                      | —                      | —                      | —                      | Live After Death             |
| Wasted Years                                                                     | - Sortie: 6 septembre 1986 - Face B: Reach Out / Sheriff of Huddersfield - Label: EMI                  | 18                     | —                      | 27                     | —                      | 83                     | 11                     | —                      | 24                     | 8                      | —                      | —                      | —                      | Somewhere in Time            |
| Stranger in a Strange Land                                                       | - Sortie: - Face B: That Girl/Juanita - Label: EMI                                                     | 22                     | —                      | —                      | —                      | —                      | 18                     | —                      | —                      | 22                     | —                      | —                      | —                      | Somewhere in Time            |
| Can I Play with Madness                                                          | - Sortie: 20 mars 1988 - Face B: Black Bart Blues / Massacre - Label: EMI                              | 3                      | 23                     | 37                     | —                      | —                      | 3                      | 4                      | 7                      | 6                      | 12                     | 23                     | 47                     | Seventh Son of a Seventh Son |
| The Evil that Men Do                                                             | - Sortie: 1er août 1988 - Face B: Prowler '88 / Charlotte the Harlot '88 - Label: EMI                  | 5                      | —                      | —                      | —                      | —                      | 4                      | 7                      | 7                      | 23                     | —                      | —                      | —                      | Seventh Son of a Seventh Son |
| The Clairvoyant (live)                                                           | - Sortie: 7 novembre 1988 - Face B: The Prisonner (live)/ Heaven Can Wait (live) - Label: EMI          | 6                      | —                      | —                      | —                      | —                      | 7                      | —                      | 37                     | 70                     | —                      | —                      | —                      | Seventh Son of a Seventh Son |
| Infinite Dreams (live)                                                           | - Sortie: 6 novembre 1989 - Face B: Killers (live) / Still Life (live) - Label: EMI                    | 6                      | —                      | —                      | —                      | —                      | 6                      | —                      | 20                     | —                      | —                      | —                      | —                      | Seventh Son of a Seventh Son |
| "—" indique que le single n'entra pas dans les classements musicaux de ces pays. | |                        |                        |                        |                        |                        |                        |                        |                        |                        |                        |                        |                        |                              |

| Titre                                                                            | Détails | Classements des ventes | Classements des ventes | Classements des ventes | Classements des ventes | Classements des ventes | Classements des ventes | Classements des ventes | Classements des ventes | Classements des ventes | Classements des ventes | Classements des ventes | Classements des ventes | Classements des ventes | De l'album              |
| Titre                                                                            | Détails | R-U                    | ALL                    | AUS                    | BEL (V)                | BEL (W)                | FIN                    | FRA                    | IRL                    | NOR                    | N-Z                    | P-B                    | SUÈ                    | SUI                    | De l'album              |
| -------------------------------------------------------------------------------- | --- | ---------------------- | ---------------------- | ---------------------- | ---------------------- | ---------------------- | ---------------------- | ---------------------- | ---------------------- | ---------------------- | ---------------------- | ---------------------- | ---------------------- | ---------------------- | ----------------------- |
| Holy Smoke                                                                       | - Sortie: 10 septembre 1990 - Face B: All in Your Mind / Kill Me ce Soir - Label: EMI                                       | 3                      | —                      | —                      | —                      | —                      | —                      | 80                     | 4                      | —                      | 25                     | 25                     | —                      | 20                     | No Prayer for the Dying |
| Bring Your Daughter... to the Slaughter                                          | - Sortie: 24 décembre 1990 - Face B: I'm a Mover / Communication Breakdown - Label: EMI                                     | 1                      | —                      | —                      | —                      | —                      | —                      | —                      | 6                      | —                      | 47                     | 17                     | —                      | 19                     | No Prayer for the Dying |
| Be Quick or Be Dead                                                              | - Sortie: 13 avril 1992 - Face B: Nodding Donkey Blues / Space Station N°5 - Label: EMI                                     | 2                      | 32                     | 47                     | 47                     | —                      | —                      | —                      | 10                     | 3                      | 12                     | 26                     | 15                     | 15                     | Fear of the Dark        |
| From Here to Eternity                                                            | - Sortie: 29 juin 1992 - Face B : Roll Over Vic Vella/ Public Enema n°1 (live)/ No Prayer for the Dying (live) - Label: EMI | 21                     | —                      | —                      | —                      | —                      | —                      | —                      | 27                     | —                      | 33                     | 70                     | —                      | —                      | Fear of the Dark        |
| Wasting Love                                                                     | - Sortie: 1er septembre 1992 - Face B: Tailgunner (live)/ Holy Smoke (live) /The Assassin (live) - Label: EMI               | —                      | —                      | —                      | —                      | —                      | —                      | —                      | —                      | —                      | —                      | —                      | —                      | —                      | Fear of the Dark        |
| Fear of the Dark (live)                                                          | - Sortie: 1er mars 1993 - Face B: Bring Your Daughter... (live)/ · Hooks in You(live) - Label: EMI - Argent · Or            | 8                      | —                      | —                      | —                      | —                      | —                      | —                      | 17                     | —                      | —                      | —                      | —                      | —                      | A Real Live One         |
| Hallowed Be Thy Name (live)                                                      | - Sortie: 4 octobre 1993 - Face B : The Trooper (live)/ Wasted Life (live) /Wrathchild (live) - Label: EMI                  | 9                      | —                      | —                      | —                      | —                      | —                      | —                      | 16                     | —                      | —                      | —                      | 37                     | —                      | A Real Dead One         |
| Man on the Edge                                                                  | - Sortie : 25 septembre 1995 - Face B : The Edge of Darkness / Justice of the Peace / Blaze Bayley interview - Label: EMI   | 10                     | —                      | —                      | —                      | 18                     | 1                      | 33                     | —                      | 18                     | —                      | —                      | 23                     | —                      | The X Factor            |
| Lord of the Flies                                                                | - Sortie: 2 février 1996 - Face B: My Generation / Doctor Doctor - Label: EMI                                               | —                      | —                      | —                      | —                      | —                      | —                      | —                      | —                      | —                      | —                      | —                      | —                      | —                      | The X Factor            |
| Virus                                                                            | - Sortie : 2 septembre 1996 - Face B: My Generation / Doctor Doctor - Label: EMI                                            | 16                     | —                      | —                      | —                      | —                      | 3                      | —                      | —                      | —                      | —                      | 48                     | 31                     | —                      | The X Factor            |
| The Angel and the Gambler                                                        | - Sortie: 9 mars 1998 - Face B: The Blood on the World's Hands - Label: EMI                                                 | 18                     | 61                     | —                      | —                      | —                      | 3                      | —                      | —                      | —                      | —                      | 52                     | 29                     | —                      | Virtual XI              |
| Futureal                                                                         | - Sortie: 28 septembre 1998 - Face B: The Evil That Men Do (live) / Man on the Edge (live) - Label: EMI                     | —                      | —                      | —                      | —                      | —                      | —                      | —                      | —                      | —                      | —                      | —                      | —                      | —                      | Virtual XI              |
| "—" indique que le single n'entra pas dans les classements musicaux de ces pays. | |                        |                        |                        |                        |                        |                        |                        |                        |                        |                        |                        |                        |                        |                         |

| Titre                                                                            | Détails | Classements des ventes | Classements des ventes | Classements des ventes | Classements des ventes | Classements des ventes | Classements des ventes | Classements des ventes | Classements des ventes | Classements des ventes | Classements des ventes | Classements des ventes | Classements des ventes | Classements des ventes | Classements des ventes | De l'album                 |
| Titre                                                                            | Détails | R-U                    | ALL                    | AUT                    | DAN                    | ESP                    | FIN                    | FRA                    | IRL                    | ITA                    | NOR                    | P-B                    | SUÈ                    | SUI                    | USA Main,              | De l'album                 |
| -------------------------------------------------------------------------------- | --- | ---------------------- | ---------------------- | ---------------------- | ---------------------- | ---------------------- | ---------------------- | ---------------------- | ---------------------- | ---------------------- | ---------------------- | ---------------------- | ---------------------- | ---------------------- | ---------------------- | -------------------------- |
| The Wicker Man                                                                   | - Sortie: 8 mai 2000 - Face B: Futureal (live) / Man on the Edge (live) - Label: EMI                         | 9                      | 38                     | —                      | —                      | 5                      | 11                     | 39                     | —                      | 3                      | 9                      | 45                     | 5                      | 83                     | 19                     | Brave New World            |
| Out of the Silent Planet                                                         | - Sortie : 23 octobre 2000 - Face B : Wasted Years (live) / Aces High (live) - Label: EMI                    | 20                     | 66                     | —                      | —                      | 16                     | 13                     | 72                     | —                      | 10                     | —                      | 87                     | 35                     | —                      | —                      | Brave New World            |
| Run to the Hills                                                                 | - Sortie : 11 mars 2002 - 20th Anniversary Reuissue - Face B : Total Eclipse (live '82) - Label: EMI         | 9                      | 86                     | —                      | —                      | 10                     | 5                      | 73                     | —                      | 6                      | 15                     | 60                     | 28                     | 75                     | —                      | Non-album Single           |
| Wildest Dreams                                                                   | - Sortie : 1er septembre 2003 - Face B : Pass the Jam / Blood Brothers (Orchestral Mix) - Label: EMI         | 6                      | 27                     | 65                     | 9                      | 2                      | 1                      | 57                     | 19                     | 4                      | 5                      | 45                     | 4                      | 68                     | —                      | Dance of Death             |
| Rainmaker                                                                        | - Sortie: 24 novembre 2003 - Face B: Dance of Death (Orchestral Mix) / More Tea Wicar - Label: EMI           | 13                     | 36                     | —                      | 12                     | 2                      | 3                      | 71                     | —                      | 13                     | —                      | 98                     | 35                     | 94                     | —                      | Dance of Death             |
| The Number of the Beast                                                          | - Sortie: 3 janvier 2005 - Face B: The Number of the Beast (live) / Hallowed Be Thy Name (live) - Label: EMI | 3                      | 76                     | —                      | —                      | —                      | 2                      | 78                     | 11                     | 5                      | 13                     | —                      | 40                     | 42                     | —                      | Non-album Single           |
| The Trooper (live)                                                               | - Sortie: 13 août 2005 - Face B: The Trooper (Studio vers.) / Prowler (live) - Label: EMI                    | 5                      | 78                     | —                      | 7                      | 1                      | 5                      | 100                    | 16                     | 8                      | —                      | —                      | 5                      | 61                     | —                      | Death on the Road          |
| The Reincarnation of Benjamin Breeg                                              | - Sortie: 14 août 2006 - Face B: Hallowed Be Thy Name - Label: EMI                                           | —                      | 39                     | —                      | 4                      | 1                      | 1                      | 70                     | 18                     | —                      | 9                      | —                      | 1                      | 74                     | —                      | A Matter of Life and Death |
| Different World                                                                  | - Sortie: 26 décembre 2006 - Face B: Iron Maiden (live 2006) - Label: EMI                                    | 3                      | 40                     | —                      | 3                      | 1                      | 1                      | 99                     | —                      | 3                      | —                      | —                      | 52                     | —                      | —                      | A Matter of Life and Death |
| El Dorado                                                                        | - Sortie : 7 juin 2010 - Single promo - Label: EMI                                                           | —                      | —                      | —                      | —                      | —                      | —                      | —                      | —                      | —                      | —                      | —                      | —                      | —                      | —                      | The Final Frontier         |
| Satellite 15...The Final Frontier                                                | - Sortie : 2010 - Single / Vidéo promo - Label: EMI                                                          | —                      | —                      | —                      | —                      | —                      | —                      | —                      | —                      | —                      | —                      | —                      | —                      | —                      | —                      | The Final Frontier         |
| Coming Home                                                                      | - Sortie : 2010 - Single / Vidéo promo - Label: EMI                                                          | —                      | —                      | —                      | —                      | —                      | —                      | —                      | —                      | —                      | —                      | —                      | —                      | —                      | —                      | The Final Frontier         |
| Speed of Light                                                                   | - Sortie : 14 août 2015 - Sortie aux USA uniquement - Europe promo - Label: Parlophone                       | —                      | —                      | —                      | —                      | —                      | —                      | —                      | —                      | —                      | —                      | —                      | —                      | —                      | —                      | The Book of Souls          |
| Empire of the Clouds                                                             | - Sortie : 16 avril 2016 - Face B : Maiden Voyage - Label: Parlophone                                        | —                      | —                      | —                      | —                      | —                      | —                      | —                      | —                      | —                      | —                      | —                      | —                      | —                      | —                      | The Book of Souls          |
| The Writing on the Wall                                                          | - Sortie : 15 juillet 2021 - Label: Parlophone                                                               | —                      | —                      | —                      | —                      | —                      | —                      | —                      | —                      | —                      | —                      | —                      | —                      | —                      | 16                     | Senjutsu                   |
| Stratego                                                                         | - Sortie : 19 août 2021 - Label: Parlophone                                                                  | —                      | —                      | —                      | —                      | —                      | —                      | —                      | —                      | —                      | —                      | —                      | —                      | —                      | —                      | Senjutsu                   |
| "—" indique que le single n'entra pas dans les classements musicaux de ces pays. | |                        |                        |                        |                        |                        |                        |                        |                        |                        |                        |                        |                        |                        |                        |                            |

## Vidéos
| Année | Titre | Principaux classements | Certifications                                                                       |
| ----- | --- | ---------------------- | ------------------------------------------------------------------------------------ |
| 1981  | Live at the Rainbow - Sortie: mai 1981 - Label: PMI - Format: VHS - Durée: env. 30 min.                                                      | —                      | —                                                                                    |
| 1983  | Video Pieces - Sortie: juillet 1983 - Label: PMI - Format: VHS - Durée: env. 18 min.                                                         | —                      | —                                                                                    |
| 1985  | Behind the Iron Curtain - Sortie: avril 1985 - Label: PMI - Format: VHS - Durée: env. 30 min.                                                | —                      | Or                                                                                   |
| 1985  | Live After Death - Sortie: octobre 1985 - Label: EMI - Format: VHS, LaserDisc - Durée: env. 90 min.                                          | —                      | Platine                                                                              |
| 1987  | 12 Wasted Years - Sortie: octobre 1987 - Label: PMI - Format: VHS, LaserDisc - Durée: env. 90 min.                                           | —                      | Or                                                                                   |
| 1989  | Maiden England - Sortie: octobre 1987 - Label: PMI / EMI - Format: VHS, DVD - Durée: env. 95 min.                                            | # 4                    | Or                                                                                   |
| 1990  | The First Ten Years - Sortie: novembre 1990 - Label: PMI - Format: VHS, LaserDisc - Durée: env. 73 min.                                      | —                      | Or ·                                                                                 |
| 1992  | From Here to Eternity - Sortie: 1992 - Sorti aux USA et Canada - Label: SMV - Format: VHS - Durée: env. 95 min.                              | —                      | —                                                                                    |
| 1993  | Donington Live 1992 - Sortie: novembre 1993 - Label: PMI - Format: VHS, LaserDisc - Durée: env. 120 min.                                     | # 30                   | —                                                                                    |
| 1994  | Raising Hell - Sortie: septembre 1994 - Label: PMI / BMG - Format: VHS, DVD - Durée: env. 113 min.                                           | # 5                    | —                                                                                    |
| 2001  | Classic Albums - The Number of the Beast - Sortie: 4 décembre 2001 - label: Eagle Rock Entertainment - Format:VHS, DVD - Durée: env. 80 min. | —                      | Or                                                                                   |
| 2002  | Rock in Rio - Sortie: juin 2002 - Label: Sanctuary - Format: Double DVD - Durée: env. 125 min.                                               | # 1 # 4                | Platine · Or · Or · 2 × Platine · Or · Platine                                       |
| 2003  | Visions of the Beast - Sortie: 2 juin 2003 - Label: EMI - Format: Double DVD - Durée: env. 150 min.                                          | # 2 # 41 # 6           | Platine · Or · Platine · 3 × Platine · Platine · 2 × Platine · Or · Or · 2 × Platine |
| 2004  | The History of Iron Maiden Part 1: The Early Days - Sortie: 1er novembre 2004 - Label: EMI - Format: Double DVD - Durée: env. 325 min.       | # 3 # 76 # 23          | Or · Or · 2 × Platine · Or · Platine · Or · Platine                                  |
| 2006  | Death on the Road (DVD 2006) - Sortie: 6 février 2006 - Label: Sanctuary - Format: Triple DVD - Durée: env.160 min.                          | # 1 # 62 # 11 # 78     | Or · Or                                                                              |
| 2008  | Live After Death (DVD 2008) - Sortie: 4 février 2008 - Label: EMI - Format: Double DVD - Durée: env. 240 min.                                | # 1 # 6 # 1            | Or · Or · Or · 2 × Platine · Or · Or · Platine                                       |
| 2009  | Flight 666 - Sortie: 25 mai 2009 - Label: EMI - Format: Double DVD, Blu-ray - Durée: env. 113 min.                                           | # 1 # 3 # 1            | Or · Platine · Or · 5 × Platine · Or · Platine                                       |
| 2012  | En Vivo! - Sortie: 26 mars 2012 - Label: EMI - Format: Double DVD, Blu-ray - Durée: env. 240 min.                                            | # 1 # 2                | Or · Or · 2 × Platine · Platine                                                      |
| 2013  | Maiden England '88 (DVD 2013) - Sortie: 25 mars 2013 - Label: EMI - Format: Double DVD, Blu-ray - Durée: env. 256 min.                       | # 2                    | Or ·                                                                                 |